# Flora Aegyptiaco-Arabica

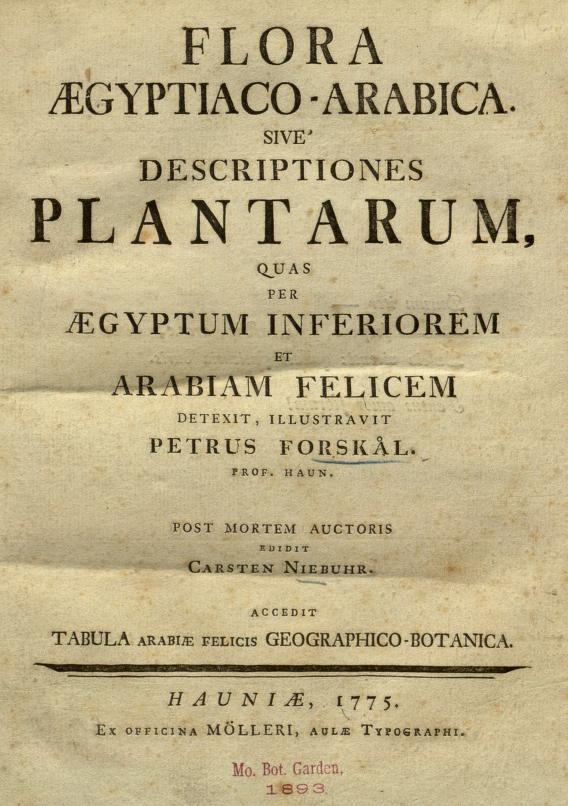
Flora Aegyptiaco-Arabica

Flora Aegyptiaco-Arabica, (abreviado como Fl. Aegypt.-Arab.), é um livro com ilustrações e descrições botânicas que foi escrito pelo naturalista, explorador e orientalista sueco, Peter Forsskål. Foi publicado no ano de 1775, com o nombe de Flora Aegyptiaco-Arabica. Sive Descriptiones Plantarum, Quas per Aegyptum Inferiorem et Arabium Felicem Detexit, Illustravit Petrus Forskal. Prof. Haun. Post Mortem Auctoris editit Carsten Niebuhr. Accedit Tabula Arabiae Felicis Geographico-Botanica. Hauniae.